# Persone di nome Franca
| Questa pagina contiene informazioni ricavate automaticamente dalle voci biografiche con l'ausilio del template Bio e di un bot. L'aggiornamento è periodico e automatico e ricostruisce completamente la pagina. Se manca una persona in questa lista, sei pregato di non aggiungerla, ma accertati piuttosto che la sua voce biografica contenga il template Bio e che i dati anagrafici siano correttamente compilati. Se il template Bio manca, inseriscilo tu stesso o, in alternativa, metti l'avviso {{tmp\|Bio}} che ne segnala la mancanza. Se i dati riportati sono sbagliati, correggi direttamente la voce biografica; le modifiche saranno visibili in questa lista entro pochi giorni. Per chiarimenti vedi il progetto antroponimi. La lista contiene solo le 76 persone che sono citate nell'enciclopedia e per le quali è stato implementato correttamente il template Bio. Pagina aggiornata al 7 apr 2025. |

Questa è una lista di persone presenti nell'enciclopedia che hanno il nome Franca, suddivise per attività principale.

## Allenatrici di pattinaggio(1)
- Franca Bianconi, allenatrice di pattinaggio e ex pattinatrice artistica su ghiaccio italiana (Milano, n. 1962)

## Antifasciste(1)
- Franca Trentin, antifascista italiana (Venezia, n. 1919 - Venezia, † 2010)

## Architetti(3)
- Franca Helg, architetto, progettista e designer italiana (Milano, n. 1920 - Milano, † 1989)
- Franca Manenti Valli, architetto, storica dell'architettura e saggista italiana (Reggio Emilia, n. 1930)
- Franca Stagi, architetto italiana (Modena, n. 1937 - Modena, † 2008)

## Arciere(1)
- Franca Capetta, arciera italiana (Este, n. 1936 - † 2023)

## Attiviste(1)
- Franca Ongaro, attivista e politica italiana (Venezia, n. 1928 - Venezia, † 2005)

## Attrici(20)
- Franca Badeschi, attrice italiana (n. 1940)
- Franca Bettoja, attrice italiana (Roma, n. 1936 - Roma, † 2024)
- Franca Dominici, attrice e doppiatrice italiana (Bologna, n. 1907 - Roma, † 1997)
- Franca Faldini, attrice, giornalista e scrittrice italiana (Roma, n. 1931 - Roma, † 2016)
- Franca Gandolfi, attrice, soubrette e cantante italiana (Messina, n. 1932)
- Franca Gonella, attrice italiana (Torino, n. 1947)
- Franca Lumachi, attrice e doppiatrice italiana (Genova, n. 1932 - Roma, † 2024)
- Franca Maj, attrice italiana (Forlimpopoli, n. 1929)
- Franca Mantelli, attrice italiana (Frassineto Po, n. 1947)
- Franca Maresa, attrice italiana (Gorizia, n. 1925 - Roma, † 2018)
- Franca Marzi, attrice italiana (Roma, n. 1926 - Cinisello Balsamo, † 1989)
- Franca Nuti, attrice e insegnante italiana (Torino, n. 1929 - Milano, † 2024)
- Franca Parisi, attrice italiana (Palermo, n. 1933)
- Franca Pasut, attrice italiana (San Vito al Tagliamento, n. 1936)
- Franca Polesello, attrice italiana (Oderzo, n. 1930 - Roma, † 2021)
- Franca Rame, attrice, drammaturga e politica italiana (Parabiago, n. 1929 - Milano, † 2013)
- Franca Scagnetti, attrice italiana (Roma, n. 1924 - Roma, † 1999)
- Franca Sciutto, attrice italiana (Genova, n. 1939)
- Franca Stoppi, attrice italiana (Fiorenzuola d'Arda, n. 1946 - Spoleto, † 2011)
- Franca Tamantini, attrice italiana (Roma, n. 1931 - Roma, † 2014)

## Cantanti(4)
- Franca Aldrovandi, cantante, conduttrice radiofonica e conduttrice televisiva italiana (Milano, n. 1935)
- Franca Masu, cantante italiana (Alghero, n. 1962)
- Franca Raimondi, cantante italiana (Monopoli, n. 1932 - Monopoli, † 1988)
- Franca Sebastiani, cantante e scrittrice italiana (San Casciano dei Bagni, n. 1949 - Roma, † 2015)

## Cantautrici(1)
- Franca Lai, cantautrice italiana (Genova, n. 1953)

## Cestiste(3)
- Franca De Luca, ex cestista italiana
- Franca Ronchetti, cestista italiana (Como, n. 1929 - Torino, † 2018)
- Franca Vendrame, ex cestista italiana (Udine, n. 1937)

## Costumiste(1)
- Franca Squarciapino, costumista italiana (Roma, n. 1940)

## Danzatrici(1)
- Franca Bartolomei, ballerina e coreografa italiana (Roma, n. 1922 - Roma, † 2006)

## Doppiatrici(1)
- Franca D'Amato, doppiatrice e attrice teatrale italiana (Napoli, n. 1959)

## Farmacologhe(1)
- Franca Buffoni, farmacologa e pittrice italiana (Firenze, n. 1925 - Firenze, † 2012)

## Filologhe(1)
- Franca Brambilla Ageno, filologa e italianista italiana (Reggio nell'Emilia, n. 1913 - Milano, † 1995)

## Filosofe(1)
- Franca D'Agostini, filosofa italiana (Torino, n. 1952)

## Giornaliste(5)
- Franca Giansoldati, giornalista e scrittrice italiana (Casina, n. 1964)
- Franca Leosini, giornalista, conduttrice televisiva e autrice televisiva italiana (Napoli, n. 1934)
- Franca Magnani, giornalista italiana (Roma, n. 1925 - Roma, † 1996)
- Franca Porciani, giornalista, scrittrice e blogger italiana (Montecatini Terme, n. 1949)
- Franca Sozzani, giornalista italiana (Mantova, n. 1950 - Milano, † 2016)

## Linguiste(1)
- Franca Orletti, linguista italiana (Roma, n. 1949)

## Maratonete(1)
- Franca Fiacconi, ex maratoneta e ultramaratoneta italiana (Roma, n. 1965)

## Mezzosoprani(1)
- Franca Mattiucci, mezzosoprano italiano (Roma, n. 1938)

## Militari(1)
- Franca Barbier, militare italiana (Saluzzo, n. 1923 - Nus, † 1944)

## Modelle(2)
- Franca Cattaneo, ex modella italiana (Sestri Ponente, n. 1941)
- Franca Dall'Olio, ex modella italiana (Cagliari, n. 1945)

## Nobildonne(1)
- Franca Florio, nobildonna e socialite italiana (Palermo, n. 1873 - Migliarino Pisano, † 1950)

## Pallavoliste(1)
- Franca Bardelli, ex pallavolista e allenatrice di pallavolo italiana (Albizzate, n. 1959)

## Paroliere(1)
- Franca Evangelisti, paroliera e cantante italiana (Roma, n. 1935)

## Pittrici(3)
- Franca Baratti, pittrice italiana (Castelponzone, n. 1925 - Cremona, † 2018)
- Franca Batich, pittrice italiana (Trieste, n. 1940)
- Franca Pisani, pittrice, scultrice e artista italiana (Grosseto, n. 1956)

## Poetesse(2)
- Franca Maria Corneli, poetessa italiana (Marsciano, n. 1915 - Perugia, † 2007)
- Franca Grisoni, poetessa italiana (Sirmione, n. 1945)

## Politiche(8)
- Franca Afegbua, politica nigeriana (Okpella, n. 1943 - Benin City, † 2023)
- Franca Bassi, politica italiana (Piacenza, n. 1956)
- Franca Bimbi, politica italiana (Castelfiorentino, n. 1947)
- Franca Biondelli, politica italiana (Borgomanero, n. 1957)
- Franca Chiaromonte, politica e giornalista italiana (Napoli, n. 1957)
- Franca D'Alessandro Prisco, politica italiana (Roma, n. 1931)
- Franca Falcucci, politica italiana (Roma, n. 1926 - Roma, † 2014)
- Franca Marino Buccellato, politica italiana (Marsala, n. 1931 - Marsala, † 2019)

## Religiose(1)
- Franca da Vitalta, religiosa italiana (Piacenza, n. 1175 - Pittolo, † 1218)

## Scrittrici(1)
- Franca Cavagnoli, scrittrice e traduttrice italiana

## Storiche(2)
- Franca Landucci, storica italiana (Grosseto, n. 1953)
- Franca Pieroni Bortolotti, storica italiana (Firenze, n. 1925 - Firenze, † 1985)

## Traduttrici(1)
- Franca Cancogni, traduttrice, sceneggiatrice e scrittrice italiana (Roma, n. 1920 - Roma, † 2022)

## Velociste(1)
- Franca Peggion, ex velocista e multiplista italiana (San Giorgio delle Pertiche, n. 1934)

## Senza attività specificata(2)
- Franca Pilla, italiana (Reggio Emilia, n. 1920)
- Franca Viola, italiana (Alcamo, n. 1947)